# Église Saint-Joseph-Artisan de Birkirkara
Pour les articles homonymes, voir Église Saint-Joseph-Artisan de Paris et Église Saint-Joseph.
L'église Saint-Joseph-Artisan (Saint Joseph the Worker) est une église catholique située dans la ville de Birkirkara, à Malte.

## Historique
Le début de la construction de l'église date de 1965. En 1973, elle est élevée en église paroissiale.